# 다발성 근염
다발성 근염(多發性筋炎, 영어: Polymyositis, PM)은 피부근염 및 포함체 근육염과 관련된 만성 염증(염증성 근육병증)의 일종이다. 다발근육염이라고도 한다. 염증은 다발성 근염의 경우 주로 근내막에 적용되지만, 피부근염은 주로 근주막 염증의 특징이 있다.

## 증상
다발성 근염의 특징은 근위근육계의 근육량의 감소 및 소실 및 목과 몸통의 굴곡이다. 이러한 증상들은 해당 부위 주변에 눈에 띄는 통증과 연관될 수도 있다.

## 병인
다발성 근염은 아직 알려지지 않은 자기 항원인 세포독성 T 세포에 의해 중재되는 염증 근육병이지만 피부근염은 체액적으로 중재되는 맥관장애로서 근육염과 일반적인 피부염을 일으킨다. 다발성 근염의 병인은 알려져 있지 않으며 바이러스와 자가면역 요인들을 동반할 수 있다. 암은 다발성 근염과 피부근염을 일으킬 수 있으며 이는 근육 성분을 공격하기도 하는 암에 대한 면역 반응을 통할 가능성이 있다.

## 치료
다발성 근염의 일차적 치료는 코르티코스테로이드를 투여하는 것이다. 생활의 질을 강화하기 위해 특수 운동 치료를 보충할 수 있다.

## 같이 보기
- 피부근염